# Polen op de Olympische Winterspelen 1928
Tijdens de Olympische Winterspelen van 1928, die in Sankt Moritz (Zwitserland) werden gehouden, nam Polen voor de tweede keer deel.

## Deelnemers en resultaten

### Bobsleeën
| Olympiër                                                                               | Discipline      | Resultaat | Prestatie                |
| -------------------------------------------------------------------------------------- | --------------- | --------- | ------------------------ |
| Józef Broel-Plater Jerzy Bardziński Jerzy Łucki Jerzy Potulicki-Skórzewski Antoni Bura | 4/5-mansbob (m) | 17e       | 3.31,6 (1.44,8 / 1.46,8) |

De reserves bij het bobsleeën, L. Zoltowski, L. Polturak, J. Stodoski, A. Osechcky en T. Stlablewsky namen niet deel.

### Langlaufen
| Olympiër               | Discipline | Resultaat | Prestatie |
| ---------------------- | ---------- | --------- | --------- |
| Józef Bujak            | 18 km (m)  | 18e       | 1:54.38   |
| Józef Bujak            | 50 km (m)  | 19e       | 5:44.19   |
| Franciszek Kawa        | 50 km (m)  | 27e       | 6:11.08   |
| Andrzej Krzeptowski II | 18 km (m)  | 25e       | 1:59.02   |
| Andrzej Krzeptowski II | 50 km (m)  | 13e       | 5:36.55   |
| Zdzisław Motyka        | 18 km (m)  | 23e       | 1:58.10   |
| Stanisław Wilczyński   | 50 km (m)  | dnf       | opgave    |

### Noordse combinatie
| Olympiër          | Discipline | Resultaat | Prestatie                                                          |
| ----------------- | ---------- | --------- | ------------------------------------------------------------------ |
| Bronisław Czech   | mannen     | 10e       | 12,645 punten 18 km: 14,125 (1:48.58) schans: 11,163 (51,0+60,5 m) |
| Aleksander Rozmus | mannen     | 22e       | 8,781 punten 18 km: 2,375 (2:12.26) schans: 15,187 (49,0+56,5m)    |
| Stanisław Motyka  | mannen     | 24e       | 7,531 punten 18 km: 4,250 (2:08.31) schans: 10,812 (38,5+37,5m)    |

### Schansspringen
| Olympiër                    | Discipline | Resultaat | Prestatie                   |
| --------------------------- | ---------- | --------- | --------------------------- |
| Stanisław Gąsienica Sieczka | mannen     | 23e       | 13,917 punten (41,0+58,0 m) |
| Aleksander Rozmus           | mannen     | 25e       | 13,166 punten (41,0+53,0 m) |
| Andrzej Krzeptowski I       | mannen     | 27e       | 12,604 punten (41,5+46,5 m) |
| Bronisław Czech             | mannen     | 37e       | 6,333 punten (56,5+62,5 m)  |

### IJshockey
| Olympiër | Discipline    | Resultaat | Prestatie                                                        |
| --- | ------------- | --------- | ---------------------------------------------------------------- |
| Tadeusz Adamowski Edmund Czaplicki Aleksander Kowalski Włodzimierz Krygier Lucjan Kulej Stanisław Pastecki Aleksander Słuczanowski Józef Stogowski Karol Szenajch Aleksander Tupalski Kazinierz Żebrowski | ijshockey (m) | 8e        | groepsfase: 2 - 2 Polen - Zweden 2 - 3 Polen - Tsjecho-Slowakije |

Argentinië · België · Canada · Duitsland · Estland · Finland · Frankrijk · Groot-Brittannië · Hongarije · Italië · Japan · Joegoslavië · Letland · Litouwen · Luxemburg · Mexico · Nederland · Noorwegen · Oostenrijk · Polen · Roemenië · Tsjecho-Slowakije · Verenigde Staten · Zweden · Zwitserland